# SBS 심야드라마
SBS 토요 심야 드라마는 SBS에서 매주 토요일 밤 12시에 방송한 토요 심야 드라마다.

## 작품 목록
- 《심야식당》 : 2015년 7월 4일 ~ 2015년 9월 5일